# Erik Mobärg
Erik Olof Milton Mobärg (Undersåker, 22 de junio de 1997) es un deportista sueco que compite en esquí acrobático, especialista en la prueba de campo a través. Su hermano David compite en el mismo deporte.
Ganó dos medallas de bronce en el Campeonato Mundial de Esquí Acrobático, en los años 2021 y 2023.
Participó en dos Juegos Olímpicos de Invierno, en los años 2018 y 2022, ocupando el cuarto lugar en Pekín 2022, en su especialidad.

## Medallero internacional
| Campeonato Mundial | Campeonato Mundial  | Campeonato Mundial | Campeonato Mundial |
| Año                | Lugar               | Medalla            | Prueba             |
| ------------------ | ------------------- | ------------------ | ------------------ |
| 2021               | Idre Fjäll (Suecia) | Medalla de bronce  | Campo a través     |
| 2023               | Bakuriani (Georgia) | Medalla de plata   | Campo a través     |